# Acadèmia Bezalel d'Art i Disseny
Bezalel - Acadèmia d'arts i disseny és l'escola nacional d'art d'Israel, fundada el 1906 per Boris Schatz; va ser la primera acadèmia d'art del segle xx. El seu nom prové de la figura bíblica de Bessalel, fill d'Urí (en hebreu בְּצַלְאֵל בֶּן - אוּרִי, Betsalel ben Urí), qui va ser designat per Moisès, per supervisar el disseny i la construcció del Tabernacle (Èxode 35:30).

## Alumnes destacats
- Baruch Agadati (1895-1976), ballarí de ballet clàssic, coreògraf, pintor, productor i director de cinema;
- Yaacov Agam (1928), escultor;
- Netiva Ben-Yehuda (1928-2011), escriptor, editor. Comandant del Palmaj;
- Yitzhak Danziger (1916-1977), escultor;
- Nahum Gutman (1898-1980), pintor, escultor, escriptor;
- Yaron London (1940), periodista, actor, cantautor;
- Avigdor Stematsky (1908-1989), pintor;
- Yehezkel Streichman (1906-1993), pintor;
- Gideon Amichay (1963), dibuixant, escriptor i publicista;
- Elisha Ben Yitzhak (1943), pintor, catautor;
- Zvi Raphaeli (1924-2005), pintor i rabí.

## Professors destacats
- Siona Shimshi (born 1939), Pintora, escultora, ceramista, dissenyadora tèxtil

## Directors de Bezalel
- Boris Schatz (1906-1932)
- José Budko (1935-1940)
- Mordecai Ardon (1940-1952)
- Zeev Ben-Zvi (1952)
- Jacob Steinhardt (1952-1955)
- Yerachmiel Schechter (1955 -?)
- Isaac Aschheim (Isadore) (1960-1961)
- Félix Darnell (1962-1964)
- Dan Hoffner (1964-1979)
- Ran Schori (1979-1991)
- Ran Sapoznik (1991-2003)
- Arnon Zuckerman (Actual)